# Rontsaartbeek
Rontsaartbeek är ett vattendrag i Belgien.   Det ligger i provinsen Västflandern och regionen Flandern, i den nordvästra delen av landet, 90 km nordväst om huvudstaden Bryssel.
Trakten runt Rontsaartbeek består till största delen av jordbruksmark. Runt Rontsaartbeek är det ganska tätbefolkat, med 124 invånare per kvadratkilometer.